# Anticleora toulgoeti
Anticleora toulgoeti är en fjärilsart som beskrevs av Pierre E.L. Viette 1979. Anticleora toulgoeti ingår i släktet Anticleora och familjen mätare. Inga underarter finns listade i Catalogue of Life.